# 궁도
활쏘기는 각궁으로 대나무 살을 쏘아 과녁을 맞추어 승부를 겨루는 한국의 전통 궁술 스포츠이다. 문화재청에서 지정한 국가무형문화재 제 142호로 사실상 문화재청에서 지정한 용어는 궁도(弓道)가 아닌 활쏘기이다. 양궁에 대비하여  현대에 이르러서는 국궁(國弓)이라고도 부른다. 본래 활쏘기는 무과 시험의 과목으로 정해져 있는 무예였으며 무예도보통지의 무예이십사반 가운데 하나였다.:100-102 조선 시대에는 여러 종류의 활이 만들어졌으나 현재까지 제작 기법이 이어져 오는 것은 각궁 뿐이다. 전국체육대회의 한 종목이다.

## 역사
활과 화살의 유물은 아프리카 지역에서 최소 2만년 전 이전인 중석기 시기에 사용된 것이 발견되었다. 활은 사냥과 전쟁을 위해 전세계에 걸쳐 사용되었다. 한국의 경우도 신석기시대에서 청동기시대에 이르는 돌화살촉 유물이 발굴되고 있다. 화살촉이 금속으로 대체된 것은 철기시대 이후이다.
활은 오랫 동안 전쟁 무기로 사용되었다. 상고 시대를 기록한 중국의 역사서에는 예의 단궁(檀弓)이나 고구려의 맥궁(貊弓)과 같은 활의 이름을 남기고 있다.:47 활은 크기를 기준으로 장궁과 단궁으로 구분할 수 있는데, 말을 타고 사용하는 활은 기동의 편의를 위해 길이가 짧은 단궁으로 길어도 1 미터를 넘지 않는다. 고구려의 벽화에 나온 수렵도를 보면 말을 타고 각궁을 사용하여 사냥하는 모습이 묘사되어 있다.
고려에서 조선까지 시행된 무과 과거시험에서 활쏘기는 기본적인 평가 항목이었다. 조선의 무과에서 초시와 복시에는 목전이 사용되었다. 과녁은 240보 거리에 놓였으며 기본으로 3발을 쏘아 관중하는 활 마다 7점을 주었다. 그 보다 먼 과녁에 대해서는 5보 마다 1점을 더하였고 50보를 넘기면 과녁을 맞추지 못하였어도 1점을 주었다. 조선시기 사용하던 화살촉은 목전 이외에도 철전(鐵箭)·유엽전(柳葉箭)과 같은 것이 있다.
한국의 전통활쏘기는 자생적인 근대스포츠로 발전해 왔으며, 암흑기 시대인 일제 강점기에도 조선 궁사들의 끈질긴 생명력으로 전승되어 왔다. 1928년 조선궁술회가 조직되고 같은 해에 서울에 있는 활터 황학정에서 전조선궁술대회가 개최된다. 이 대회를 계기로 조선의 궁술은 근대스포츠로 정착하게 되며 당시 제정된 경기 규정 및 운영 방식이 현재까지 이르고 있다. 또한 조선궁술연구회에서는 1929년 불후의 명작인 <조선의 궁술>을 간행하여 활쏘기 사법과 풍속이 지속적으로 전승되도록 했다. 조선궁술연구회는 1932년 일제의 강압에 의해 조선궁도회로 개칭되었으며,  1946년 조선궁도협회로, 1954년 3월 대한체육회에 가맹하였다.  씨름, 택견 등과 함께 자생적 스포츠로 전국체전 종목에 편입되어 우리 민족의 무예를 이어 가고 있다. 1983년 대한양궁협회가 분리되어 대한국궁협회로 개칭하였으나, 협회 내 여론에 의하여 4년 후 대한궁도협회로 다시 개칭하였다. 현재는 전국 400여개의 활터에서 전통활쏘기가 전승되고 있다.

## 경기시설 및 용구

### 사정

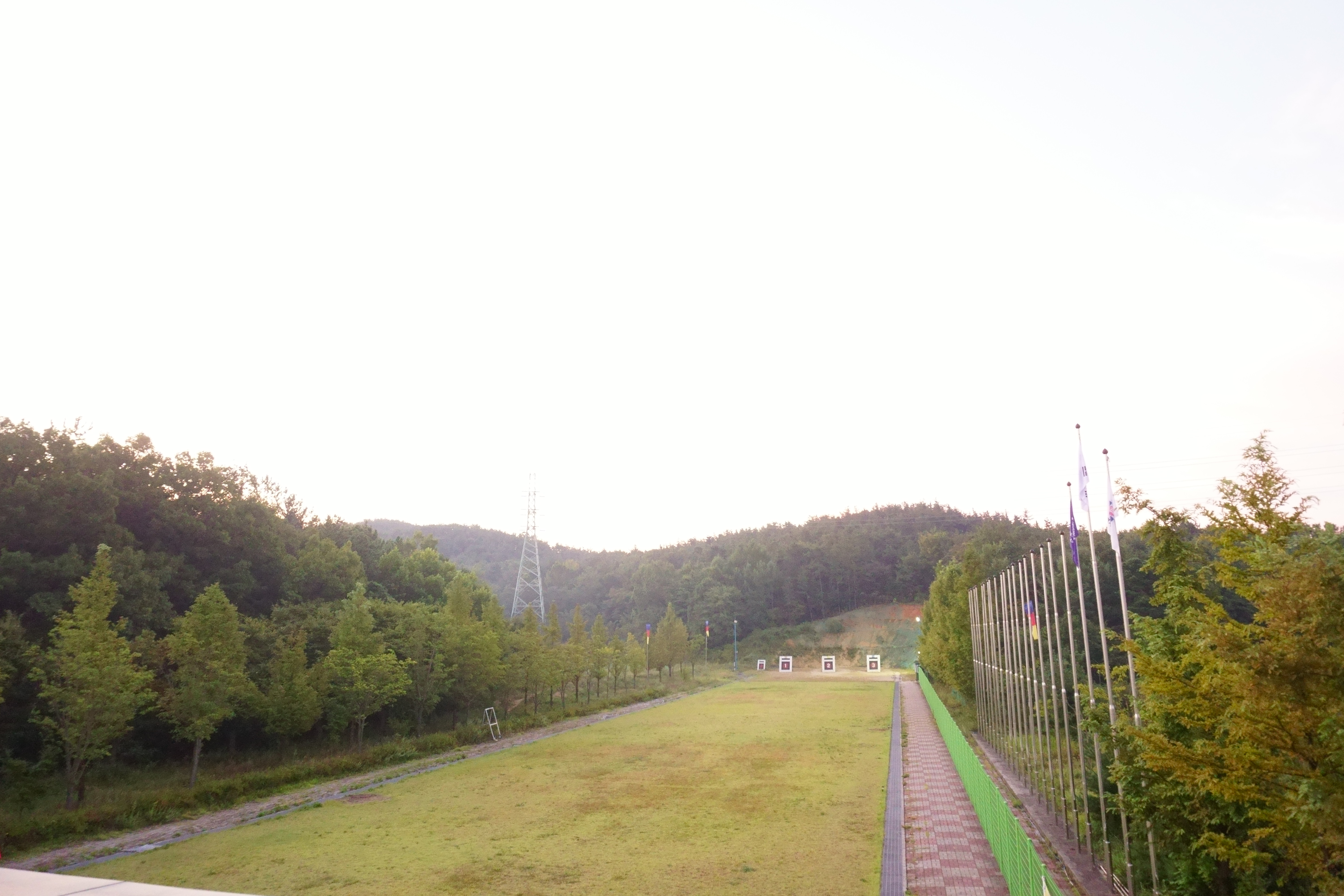
대전 무덕정 활터

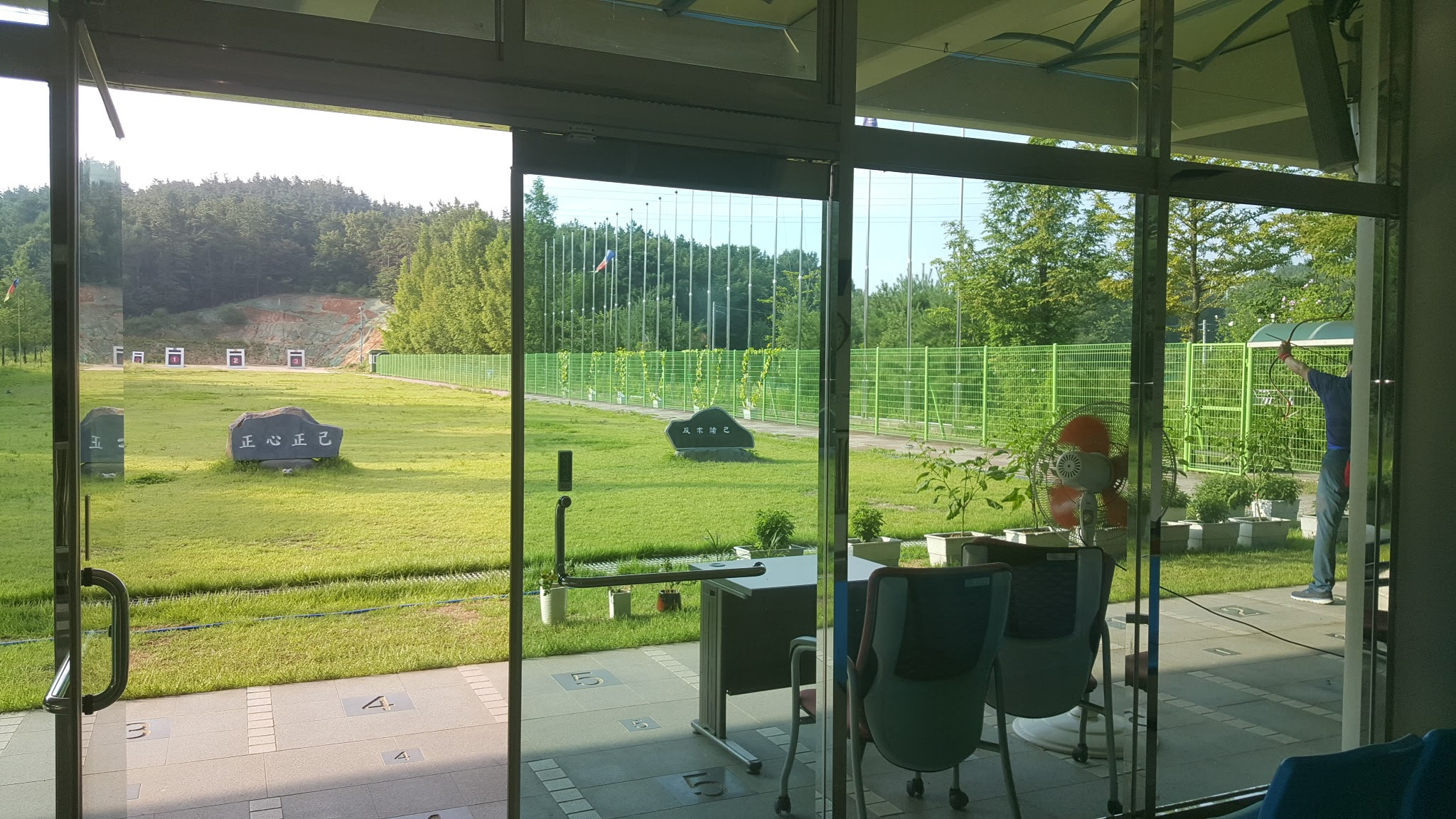
무덕정 안에서 내다본 활터

활을 쏘는 장소인 활터로 전국에 걸쳐 분포하며 조선 후기에 국궁이 번성했던 것을 보여주듯 다수의 사정이 그 명맥을 지금까지 이어오고 있다. 황학정은 고종이 활을 쏘던 사정이고, 인천 무덕정과 전주 천양정도 전통이 있는 대표적인 사정이다.

#### 정간
사정의 중심에 있으며 정간(正間)이라는 패가 걸려있다. 활을 쏘기 전에 정간에 인사를 하는데 이를 정간배례라 한다. 여러 연구 결과 이 정간문화는 1970년대 근대에 만들어진것으로 확인되었다. 전통적인 궁도(弓道)의 시설은 아니다. 

#### 활터구조
활터에는 사정(본 건물)이 있고 그 앞에 사대가 설치되어 있다. 과거에는 여러 가지 사거리를 두고 과녁을 두었으나 현대에 이르러서는 대한궁도협회에서 관리하는 활터의 경우 사대 앞으로 공터가 있고 145m 앞에 과녁이 설치되어있다. 사대 폭은 선수간에 간격이 80cm이상이고, 과녁 좌우 옆 방향으로 10m이상 되는 위치에 대피소가 설치되어 고전의 안전을 보장한다. 사정은 사대로부터 5m의 거리에 있고, 기 게양대는 사대 좌 또는 우측방에 일렬로 배열되어 있다.

#### 과녁

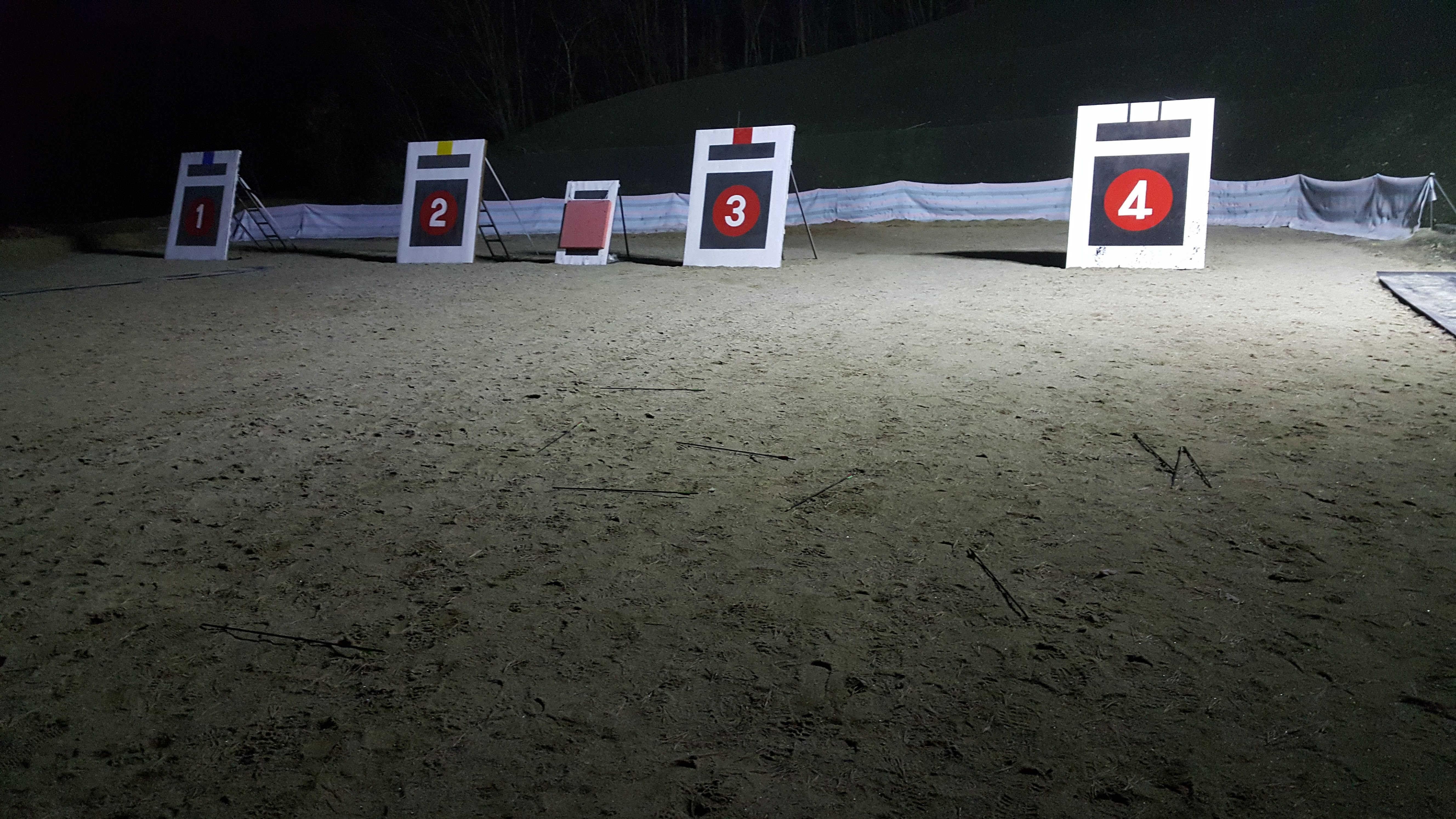
과녁과 맞아 떨현대의어진 화살

과거의 과녁과 다르게 궁도의 과녁은 근현대화를 거치며 형성되었다. 현대 대한궁도협회에서 공인된 과녁은 로 2m, 세로 2m 66.7cm의 사각형 모양이다. 과녁은 수직으로부터 후방 15도의 경사각이 되도록 설치되어 있다. 과녁이 여러 개이면, 과녁과 과녁 사이는 5m 이상 떨어져야 하고, 과녁 후면에는 안전지대가 확보되어 있다. 과녁은 보통 나무로 만든 구조물에 고무판이 여러 겹 덧대어 있어 화살이 관중시 충격을 완화한다.

### 활
활은 조선시대까지는 모두 7종류가 있었다. 즉 정량궁, 예궁, 목궁, 철궁, 철태궁, 동개활, 각궁이 그것인데 지금까지 전해오는 것은 각궁 뿐이다.
현대에는 개량궁이 보급되어 널리 쓰인다. 활에는 좌궁과 우궁이 있으며 좌궁은 왼손으로 현과 화살을 당기고 왼쪽눈으로 과녁을 겨냥하여 주로 왼손잡이들이 사용한다.

#### 각궁
조선시대로부터 전해오는 유일한 대한민국의 전통적 활이다. 물소뿔, 산뽕나무, 소힘줄, 부례풀, 참나무, 대나무, 화피가 각궁의 소재이다. 각궁은 활을 쏘았을 때 활 자체가 충격을 흡수하여 사수에게 긴장과 부담을 덜어준다.

#### 개량궁
국궁의 보급을 위하여 만들어진 활로 처음에는 글레스화이바로 만들어지다가 화학소재와 화피, 고자와 도고지를 갖춘 것이 만들어졌다.각궁보다 얹었을 때 10cm가량 길고 활을 쏘았을 때 충격흡수가 되지 않는다는 단점이 있다.

### 화살

#### 죽시
과거에 유엽전이라 불렸으며 현재는 촉만 바뀌어 죽시라 불린다. 대, 싸리, 도피, 꿩깃, 소심, 부레풀, 촉으로 만들며 길이는 2자5치~2자8치로 다양하다. 촉부분은 금속으로 이루어진 둥근 모양이며, 몸통은 속이 빈 대나무이다. 끝 부분에는 깃이 3개 붙어있으며 오니를 깎아놓아 현의 절피에 걸을 수 있게 하였다.

#### 카본시
카본과 금속을 합성해서 만든 것과 플라스틱으로 만든 것으로 나뉜다. 죽시에 비해 값이 싸고 기상에 관계없이 사용가능하며 정확도가 높아 널리 보급되고 있다.

### 전동
전통은 화살을 보관하는 통이다. 지제, 죽제 기타 오동 같은 목제가 있고, 통 표면에는 송죽 같은 것을 그리기도 하고 십장생, 호랑이등을 새기기도 하며 무사의 상징을 표현하는 글귀를 써놓기도 한다. 화살 10개 내지 15개를 넣을 수 있을 정도의 크기이다.

### 깍지
활을 쏠 때 엄지 손가락을 보호하기 위해 손에 끼는 장치이다. 활을 당길 때 깍지에 현을 얹고 당긴다. 깍지는 암깍지, 숫깍지등 여러 종류가 있으며 재질은 플라스틱, 물소뿔, 도자기, 금속 재질등 다양하다.

### 고침(稁砧)
볏집을 묶은 것을 말한다. 궁체를 확인하고자 고침(稁砧)쏘기를 할 때 주로 사용된다. 현대에 이르러서는 사용하는 활터는 소수이며 보통 특수제작된 안전망이나, 솔포를 사용한다.

### 궁대
궁대는 활을 보관하는 천으로 된 긴 형태의 자루이다. 활을 쏠 때는 허리에 둘러 화살을 꽂을 수 있다. 궁대는 매는 방법은 외매듭으로 삼등분하여 좌궁은 좌측 뒷주머니에 우궁은 우측 뒷주머니에 매듭이 가도록 하면 된다.

### 복장
대한궁도협회에서 지정한 정규 대회의 복장은 상하의 모두 흰색이어야 하고 흰색 운동화를 착용한다. 경기복 상의에 소속 시도나 사정의 이름을 표기한다. 복장규정은 1970년대에 만들어졌지만 공식 대회에 모두 적용된 것은 1980년대 이후이다. 흰색이라고 하더라도 운동복 차림이어야 하고 한복은 금지되고 있다.

우리활터에서 지정한 정규대회 복장은 상하의 한복착용을 권장하고 있으며 이외에 다양한 협회에서 활쏘기에 관하여 여러 의복들을 적용하고 있다.

## 사법
국궁에서 사법은 가장 대표적으로 사법팔절이 있는데 이는 활을 쏠 때의 자세와 동작을 8단계로 구분해서 가르치는 사법이다. 사법팔절의 8단계는 단절된 동작이 아닌 물이 흐르듯 이어지는 일렬의 동작으로 발디딤, 화살점검, 살먹이기, 들어올리기, 밀며당기기, 만작, 이시, 잔신으로 이루어진다.

## 커뮤니티와 예절
사정은 그 지역의 궁도 모임인 사계(射契)를 중심으로 운영된다. 사계는 회원을 사원(射圓)으로 칭하며 자체적인 조직을 갖추고 예절을 중요시 한다. 사계의 구성원에는 우두머리인 사두와 부사두, 활쏘기를 가르치는 선생, 행정업무를 처리하는 사무 등이 있다. 이 외에 활쏘기를 하면서 떨어진 화살을 줍는 사람을 연전꾼, 과녁을 맞추었는 지를 알려주는 고전, 편을 나누어 활을 쏠 때 자기 편의 관중 여부를 알려주는 거기한량과 같은 사람이 있다.

### 예절

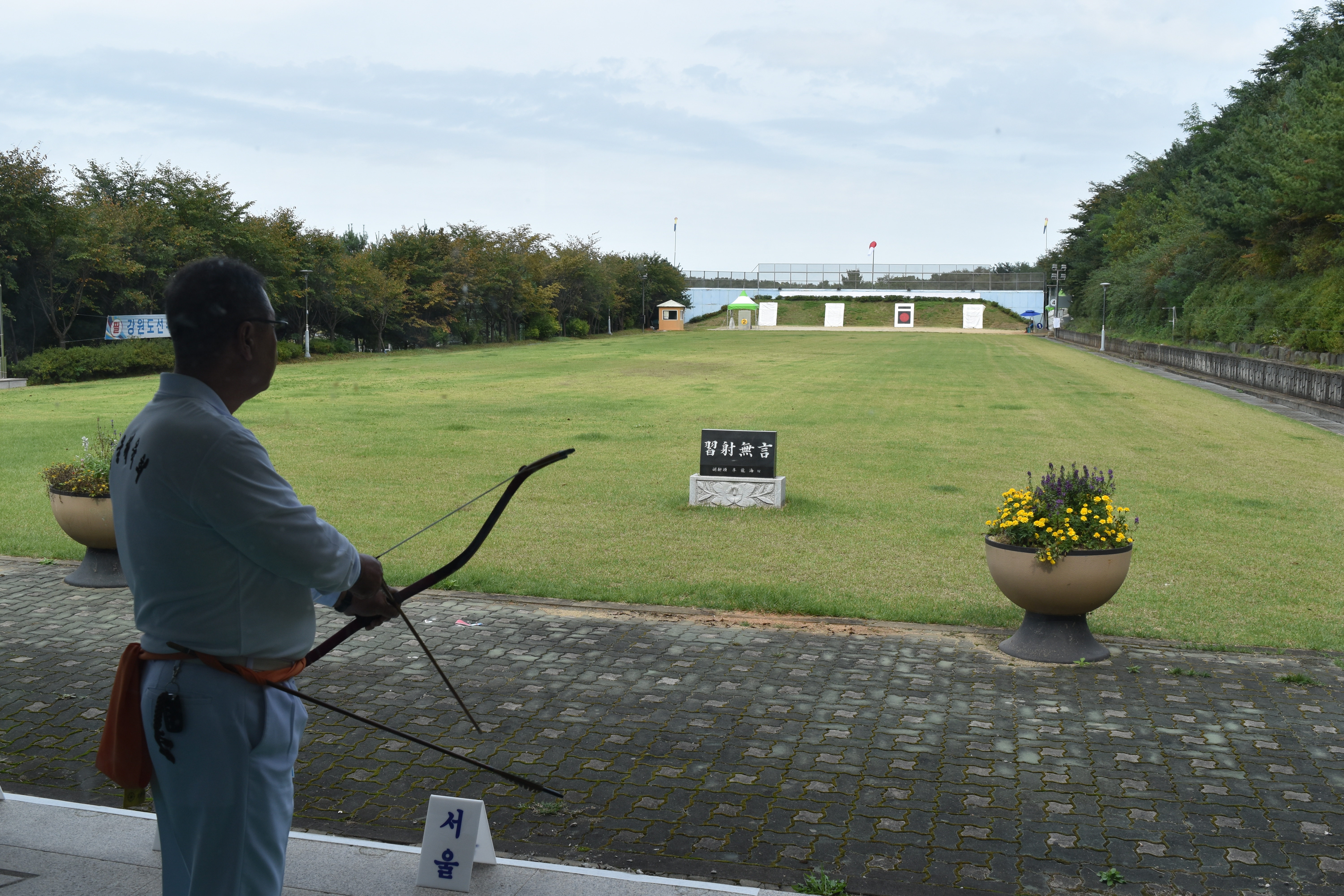
제100회 전국체전 궁도 대회가 열린 인천 청룡정. 가운데 습사무언 비석이 보인다.

궁도는 정신 수양을 강조하고 예절을 중시한다. 예로부터 다음과 같은 궁도구계훈이 전하여 온다.

정심정기(正心正己) 몸을 바르게 함이 그 마음을 바르게 함에 있고
인애덕행(仁愛德行) 어짐과 사랑으로 덕스러운 행실을 하고
성실겸손(誠實謙遜) 정성스럽고 참되고 실속 있게 남에게 나를 낮추어 순하게 대하고
자중절조(自重節操) 자신의 품의를 소중하게 하고 절개와 지조를 굳게 지키고
염직과감(廉直果敢) 곧고 청렴하며 용감하고 결단성을 강하게 가지며
예의엄수(禮儀嚴守) 예를 차리는 절차와 몸가짐을 엄하게 지키며
습사무언(習射無言) 활 쏠 때는 말하지 말 것이며
불원승자(不怨勝者) 나를 이긴 사람을 원망하지 말 것이고
막만타궁(莫彎他弓) 남의 활을 당기지 말 것이다.

이 가운데 습사무언은 사정의 활마당 마다 비석으로 새겨져 있다.
새로 활을 쏘게 된 사람은 신입사를 하고 처음으로 과녁을 맞추면 관중례를 하였다. 사정에 도착하면 먼저 복장을 갖춰 입고 사대에 올라서기 전에 사정의 어른들께 인사를 올려야 한다. 다음으로 정간배례를 하는데 이는 초순을 쏘기 전에 정간을 향하여 절을 하는 예이다. 다음으로 활을 준비한 후 다른 사람들이 활을 쏘러 사대에 오를 때 같이 오르도록 한다. 사대에 올라서는 과녁을 향해 인사를 한 후 ‘활 배우러 왔습니다’라고 한다. 다른 사람이 ‘활 배우러 왔습니다’ 라고 하면 ‘많이 맞히세요’등 덕담을 해준다. 사대에 올라 활을 쏠 때는 가장 연장자 또는 높은 분부터 좌측에서 순서대로 서서 쏜다. 활을 쏠 때는 잡담을 금하며 이는 남이 활을 쏠 때도 마찬가지다. 활을 한 순(5시)을 쏘면 다시 과녁을 향해 인사를 한 후 사대에서 내려온다. 이 때 다른 사람이 모두 다 쏠 때까지 기다려 모두 함께 퇴장할 수 있도록 한다. 일정 시간을 쉬고 다시 입장하며 몇 순을 쏜 후 화살을 주우러 갈 때는 모두가 함께 주우러 가며 함부로 사대 앞으로 나아가지 않도록 한다.
정간례에 대해서는 필요없다는 의견도 있고 활터의 예절 역시 시대에 따라 변화하고 있다.

## 단계
국궁은 그 기본이 무예인만큼 단이 있어 궁도정신을 선양하고 유단자의 긍지를 진작시킨다. 승단급은 한번에 2계단급 이상이 허용되지 않으며 승단은 1년에 최대 2회까지만 허용된다. 승단 심사 때는 9순, 즉 45시를 쏘는 것을 기준으로 하여 다음의 심사기준에 의해 단을 부여 받는다. 5단 이상의 유단자에게는 ‘명궁’의 호칭이 부여된다.
| 초단 | 24중 이상 |
| 2단  | 26중 이상 |
| 3단  | 28중 이상 |
| 4단  | 30중 이상 |
| 5단  | 31중 이상 |
| 6단  | 33중 이상 |
| 7단  | 35중 이상 |
| 8단  | 37중 이상 |
| 9단  | 39중 이상 |
| 10단 | 41중 이상 |

이 외에도 활쏘기에 관련된 다양한 협회에서 다양한 승단방법을 적용하고있다.

## 같이 보기
- 세계 궁도 연맹
- 대한궁도협회